# Live from Paris
Live from Paris (Español: Directo desde París) es un vídeo y álbum de U2, grabado en directo, en el concierto que la banda ofreció en el Hipódromo de Vincennes en París, Francia en el 4 de julio de 1987, como parte de la gira mundial The Joshua Tree Tour, . La grabación del concierto fue lanzada a la venta en formato de DVD vídeo como extra en la caja de la edición remasterizada de The Joshua Tree, publicado el 20 de noviembre de 2007. Al año siguiente, el concierto fue lanzado como descarga digital en la iTunes Store, el 21 de julio de 2008, y recoge la actuación original de las 18 piezas interpretadas en esta actuación.

## Canciones
1. "I Will Follow" – 3:58
2. "Trip Through Your Wires" – 3:33
3. "I Still Haven't Found What I'm Looking For" – 5:26
4. "MLK" – 1:27
5. "The Unforgettable Fire" – 4:40
6. "Sunday Bloody Sunday" – 5:33
7. "Exit" – 4:12
8. "In God's Country" – 2:52
9. "The Electric Co." – 4:32
10. "Bad" – 7:04
11. "October" – 2:04
12. "New Year's Day" – 4:44
13. "Pride (In the Name of Love)" – 4:55
14. "Bullet the Blue Sky" – 4:53
15. "Running to Stand Still" – 4:07
16. "With or Without You" – 9:59
17. "Party Girl" – 4:11
18. "40" – 6:46

## Personal
- Bono - voz principal; guitarra acústica en "I Still Haven't Found What I'm Looking For", "Running to Stand Still" y "With or Without You"; guitarra eléctrica en "Exit" y "In God's Country"; armónica en "Trip Through Your Wires" y "Running to Stand Still"
- The Edge - segunda voz; guitarra eléctrica, excepto en "Party Girl", "MLK", "Running to Stand Still", "October" y "40"; guitarra acústica en "Party Girl"; bajo eléctrico en "40"; piano en "Running to Stand Still", "October", "The Unforgettable Fire" y "New Year's Day"; sintetizador en "MLK"
- Adam Clayton - bajo eléctrico, excepto en "40"; guitarra eléctrica en "40", coros
- Larry Mullen Jr. - batería, excepto en "MLK"

- Datos: Q2733732